# From Memphis To Vegas/From Vegas To Memphis
From Memphis To Vegas/From Vegas To Memphis —también titulados Elvis in Person at the International Hotel y Back in Memphis por separado— es el trigésimo sexto álbum de estudio y segundo álbum en directo, ya que se compone de dos álbumes, del músico y cantante estadounidense Elvis Presley, publicado por la compañía discográfica RCA Victor en octubre de 1969. El álbum es un doble disco, el primero en directo y el segundo de estudio, grabados respectivamente en el International Hotel de Paradise (Nevada) los días 24 y 26 de agosto de 1969 y en los American Sound Studio de Memphis, Tennessee en enero y febrero del mismo año. Alcanzó el puesto doce de la lista estadounidense Billboard 200 y fue certificado disco de oro por la RIAA en diciembre de 1969.

## Contenido
Publicado para capitalizar la respuesta a From Elvis in Memphis y sus sencillos, y su nuevo éxito como cabeza de cartel en Las Vegas, Nevada, From Memphis to Vegas/From Vegas to Memphis es el primer doble álbum de Presley y su primera disco en directo oficial. Tom Parker, representante de Presley, aseguró una residencia de un mes en el International Hotel de Paradise, respaldado por el grupo Taking Care of Business Band. Por otra parte, los músicos utilizados en el segundo disco fueron ensamblados por Chips Moman en los American Sound Studios de Memphis.
El primer álbum consistió en grabaciones en directo de las primeras apariciones en concierto de Presley desde marzo de 1961. Clásicos de su repertorio de la década de 1950 aparecieron frente a una versión del tema de The Bee Gees «Words» y una versión extendida de «Suspicious Minds».
Por su parte, el segundo disco incluyó diez grabaciones de las sesiones organizadas en el invierno de 1969 en el American Sound, descartadas de From Elvis in Memphis. De ellas, «The Fair's Moving On» y «You'll Think of Me» habían aparecido previamente como caras B de los sencillos «Clean Up Your Own Backyard» y «Suspicious Minds» a comienzos de año.

## Reediciones
En noviembre de 1970, RCA Records editó ambos discos de forma individual identificados por los subtítulos que aparecieron en el doble álbum original: Elvis in Person at the International Hotel y Back in Memphis. Desde entonces, han sido reeditados de forma separada. Back in Memphis puede encontrarse en la caja recopilatoria From Nashville to Memphis: The Essential 60s Masters y en el doble recopilatorio de American Sound Studio, Suspicious Minds.
En julio de 2009, Sony Music publicó Back in Memphis como el segundo disco de una edición de Legacy Recordings de From Elvis in Memphis. Una edición similar de On Stage, publicada en marzo de 2010, incluyó la totalidad de Elvis in Person at the International Hotel en el segundo disco de la edición.

## Lista de canciones
| Cara A: Elvis in Person at the International Hotel |                             |                               |          |  |
| N.º                                                | Título                      | Escritor(es)                  | Duración |  |
| 1.                                                 | «Blue Suede Shoes»          | Carl Perkins                  | 2:06     |  |
| 2.                                                 | «Johnny B. Goode»           | Chuck Berry                   | 2:12     |  |
| 3.                                                 | «All Shook Up»              | Otis Blackwell, Elvis Presley | 2:15     |  |
| 4.                                                 | «Are You Lonesome Tonight?» | Lou Handman, Roy Turk         | 3:16     |  |
| 5.                                                 | «Hound Dog»                 | Jerry Leiber, Mike Stoller    | 1:53     |  |
| 6.                                                 | «I Can't Stop Loving You»   | Don Gibson                    | 3:19     |  |
| 7.                                                 | «My Babe»                   | Willie Dixon                  | 2:12     |  |

| Cara B: Elvis in Person at the International Hotel |                              |                                                           |          |  |
| N.º                                                | Título                       | Escritor(es)                                              | Duración |  |
| 1.                                                 | «Mystery Train»/«Tiger Man»  | Junior Parker, Sam Phillips / Joe Hill Louis, Lewis Burns | 3:46     |  |
| 2.                                                 | «Words»                      | Robin Gibb, Barry Gibb, Maurice Gibb                      | 2:46     |  |
| 3.                                                 | «In the Ghetto»              | Mac Davis                                                 | 2:56     |  |
| 4.                                                 | «Suspicious Minds»           | Mark James                                                | 7:46     |  |
| 5.                                                 | «Can't Help Falling in Love» | George Weiss, Hugo Peretti, Luigi Creatore                | 2:12     |  |

| Cara C: Back in Memphis |                                   |                                          |          |  |
| N.º                     | Título                            | Escritor(es)                             | Duración |  |
| 1.                      | «Inherit the Wind»                | Eddie Rabbitt                            | 2:56     |  |
| 2.                      | «This Is the Story»               | Chris Arnold, David Martin, Geoff Morrow | 2:28     |  |
| 3.                      | «Stranger In My Own Home Town»    | Percy Mayfield                           | 4:23     |  |
| 4.                      | «A Little Bit of Green»           | Chris Arnold, David Martin, Geoff Morrow | 3:21     |  |
| 5.                      | «And the Grass Won't Pay No Mind» | Neil Diamond                             | 3:08     |  |

| Cara D: Back in Memphis |                         |                          |          |  |
| N.º                     | Título                  | Escritor(es)             | Duración |  |
| 1.                      | «Do You Know Who I Am»  | Bobby Russell            | 2:49     |  |
| 2.                      | «From a Jack to a King» | Ned Miller               | 2:23     |  |
| 3.                      | «The Fair's Moving On»  | Guy Fletcher, Doug Flett | 3:09     |  |
| 4.                      | «You'll Think of Me»    | Mort Shuman              | 4:01     |  |
| 5.                      | «Without Love»          | Danny Small              | 2:51     |  |

## Personal
| Back in Memphis - Elvis Presley − voz, guitarra, piano - Ed Kollis − armónica - John Hughey − pedal steel guitar (en "In the Ghetto") - Reggie Young, Dan Penn − guitarra eléctrica - Bobby Wood − piano - Bobby Emmons − órgano - Tommy Cogbill, Mike Leech − bajo - Gene Chrisman − batería - Glen Spreen − orquestación - Wayne Jackson, Dick Steff, R. F. Taylor − trompeta - Ed Logan, Jack Hale, Gerald Richardson − trombón - Tony Cason, Joe D'Gerolamo − corno francés - Andrew Love, Jackie Thomas, Glen Spreen, J.P. Luper − saxofón - Joe Babcock, Dolores Edgin, Mary Greene, Charlie Hodge, Ginger Holladay, Mary Holladay, Millie Kirkham, Ronnie Milsap, Sonja Montgomery, June Page, Susan Pilkington, Sandy Posey, Donna Thatcher, Hurschel Wiginton − coros | Elvis in Person at the International Hotel - Elvis Presley – voz, guitarra eléctrica, guitarra acústica - James Burton – guitarra eléctrica - John Wilkinson − guitarra eléctrica - Charlie Hodge − guitarra y coros - Larry Muhoberac − órgano - Jerry Scheff – bajo - Ronnie Tutt − batería - Millie Kirkham − coros - The Imperials − coros - The Sweet Inspirations − coros |

## Posición en listas
| País           | Lista                | Posición |
| -------------- | -------------------- | -------- |
| Estados Unidos | Billboard Pop Albums | 12       |